# برنارد فرینگا
برنارد فرینگا (هلندی: Bernard Feringa; تلفظ هلندی: [ˈbɛrnɑrt ˈlykɑs ˈbɛn ˈfe:rɪŋɣa:]؛ زادهٔ ۱۸ مهٔ ۱۹۵۱) یک شیمی‌دان آلی و متخصص در نانوفناوری مولکولی و کاتالیزور همگن اهل هلند است.

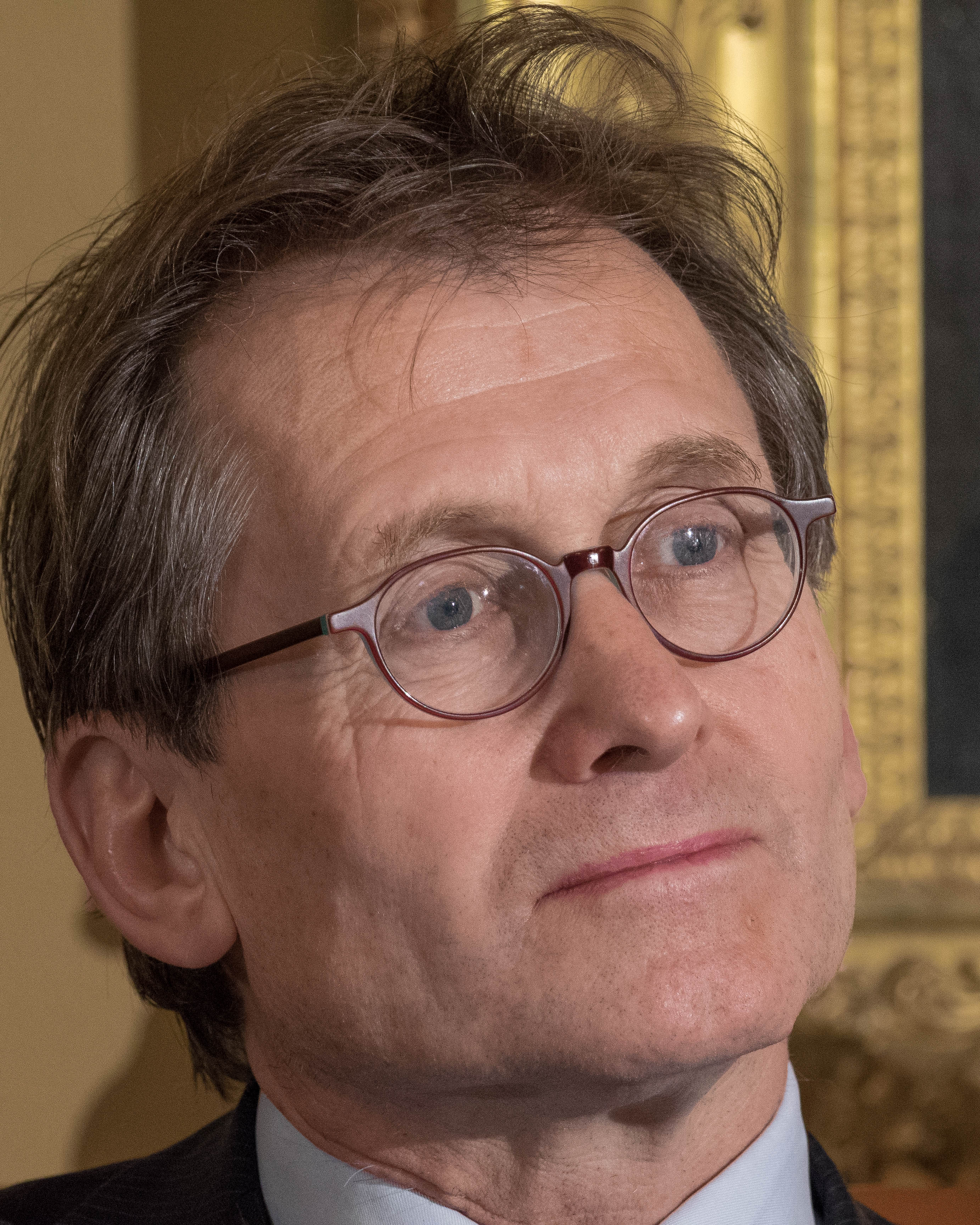
برنارد فرینگا در سالی که نوبل گرفت ۲۰۱۶

در ۲۰۱۶ میلادی جایزه نوبل شیمی برای طراحی و ابداع ‎دستگاه‌های مولکولی، مشترکاً به وی، ژان-پیر سوواژ فرانسوی و فراسر استودارت از بریتانیا، تعلق گرفت. این دانشمندان مولکول‌هایی را پدیدآورده‌اند که حرکتشان، در صورتی‌که انرژی کافی دریافت کنند، قابل کنترل است. این ریزماشین‌ها می‌توانند برای انتقال دارو درون بدن به کار گرفته شوند و به عنوان مثال دارو را مستقیماً به سلول‌های سرطانی برسانند.